# МЭК-61850
МЭК-61850 — стандарт «Сети и системы связи на подстанциях», описывающий форматы потоков данных, виды информации, правила описания элементов энергообъекта и свод правил для организации событийного протокола передачи данных.

## История
С появлением первых цифровых устройств, начали формироваться требования к системам передачи данных. Эти требования касались надежности, производительности и совместимости программно-аппаратных решений.
С 1960-х годов делалось множество попыток создать систему, удовлетворяющую этим требованиям, но из-за технических сложностей достижение поставленных целей было затруднено.
Движение к достижению 100 % надежности, совместимости и гарантированной доставки данных велось не только путём модернизации компьютерных систем и систем связи, но и путём разработки новых протоколов передачи данных.
Каждый производитель строил систему на основе тех протоколов передачи данных, которые он считал наиболее подходящими для решения той или иной задачи. Использовались такие протоколы как IEC 60870-5-101/103/104, Modbus, DNP3 и т.д. Некоторые из них стали более популярными, некоторые менее, но такое разнообразие решений приводило к отсутствию совместимости и взаимозаменяемости оборудования и усложнению процесса системной интеграции.
История создания МЭК-61850 началась еще в 1980-х годах в США в Детройте. На заводах, собирающих автомобили, были установлены роботы-сборщики, управление которыми производилось по протоколу MMS. Использование этого протокола оказалось достаточно успешным и уже в 90-х годах он лег в основу UCA2 (Utility Communication Architecture), который активно применялся в Европе в электроэнергетике.
И наконец, в 2003 году появилась первая редакция стандарта МЭК-61850.
Область применения стандарта МЭК 61850 — системы связи внутри подстанции. Это набор стандартов, в который входят стандарт по одноранговой связи и связи клиент-сервер, стандарт по структуре и конфигурации подстанции, стандарт по методике испытаний, стандарт экологических требований, стандарт проекта. Полный набор стандартов имеет следующие разделы:

### Разделы стандарта
- IEС 61850-1: Введение и общий обзор.
- IЕС 61850-2: Глоссарий терминов.
- IЕС 61850-3: Основные требования.
- IЕС 61850-4: Управление системой и проектированием.
- IЕС 61850-5: Требования к связи для функций и моделей устройств.
- IЕС 61850-6: Язык описания конфигурации связи между микропроцессорными электронными устройствами подстанций.
- IЕС 61850-7: Основная структура связи для оборудования подстанции и питающей линии (4 части).
- IЕС 61850-8-1: Описание специфического сервиса связи (SCSM) — Описание передачи данных по протоколу MMS (ИСО/МЭК 9506 — Часть 1 и Часть 2) и по протоколу ИСО/МЭК 8802-3.
- IЕС 61850-9-1: Описание специфического сервиса связи (SCSM) — Выборочные значения по последовательному ненаправленному многоточечному каналу передачи данных типа точка-точка.
- IЕС 61850-9-2: Описание специфического сервиса связи (SCSM) — Выборочные значения по ИСО/МЭК 8802-3.
- IЕС 61850-10: Проверка на совместимость.

### Преимущества стандарта
Основным требованием к системе сбора данных в стандарте является обеспечение способности микропроцессорных электронных устройств к обмену технологическими и другими данными. Стандарт предъявляет следующие требования к системе:
- Высокоскоростной обмен данными микропроцессорных электронных устройств между собой (одноранговая связь).
- Привязка к подстанционной ЛВС.
- Высокая надежность.
- Гарантированное время доставки.
- Функциональная совместимость оборудования различных производителей.
- Средства поддержки чтения осциллограмм.
- Средства поддержки передачи файлов.
- Конфигурирование / автоматическое конфигурирование.
- Поддержка функций безопасности.

МЭК 61850 является объектноориентированным протоколом, фокусированным на автоматизацию подстанций, и значительно расширяет возможности предшествующих стандартов МЭК. Из-за сложности программной реализации МЭК 61850, что включает реализацию целого ряда стандартов по передаче данных (MMS ISO 9506, стека протоколов ISO, GOOSE и GSSE), на рынке практически отсутствуют надежные готовые решения, позволяющие принимать данные с устройств, поддерживающих 61850.

## Обзор стандарта МЭК-61850
МЭК-61850 задумывался как универсальный стандарт, который позволит упорядочить разрозненные решения различных производителей устройств релейной защиты и систем передачи данных, применяемых на подстанциях.
Стандарт получился относительно сложным именно из-за своей универсальности. Он описывает не только как передаются данные, но и закрепляет требования к описанию электрических систем на всех уровнях, начиная от уровня системы в целом, заканчивая конфигурацией отдельного терминала релейной защиты и автоматики (РЗА).
Согласно этим требованиям, система описывается в понятной и стандартизованной форме. Вся информация о конфигурациях хранится в файлах определенного формата. Это приводит к тому, что разработка систем на базе 61850 проста и понятна.
Кроме того, в стандарте прописаны требования по электромагнитной совместимости, по взаимозаменяемости устройств и т. д.
Значительная часть стандарта посвящена протоколам передачи данных — MMS и GOOSE.

## Передача данных в системах на базе МЭК-61850
Согласно 61850 устройства РЗА (также называемые "интеллектуальное электронное устройство" от англ. IED)  объединены шиной, по которой сами устройства обмениваются данными между собой и передают эти данные на верхний уровень. Такая архитектура удобна тем, что применение технологической шины значительно уменьшает количество медных проводов, что упрощает настройку, проектирование и эксплуатацию системы.
Данные от терминалов релейной защиты по станционной шине могут передаваться на верхний уровень оператору, кроме того, у контролирующих органов, имеющих соответствующий уровень доступа, есть возможность получать оперативные данные с любой подстанции и с любого терминала РЗА. Эта информация позволяет контролировать деятельность подчиненных служб, что повышает надежность энергетических объектов в целом.
Возможность такого гибкого конфигурирования информационных потоков появилась, благодаря той части стандарта, которая посвящена передаче данных.
Основными протоколами передачи данных, согласно стандарту МЭК-61850, являются протоколы MMS и GOOSE.
MMS используется для передачи данных от терминалов РЗА в SCADA систему для дальнейшей визуализации, а GOOSE — для обмена данными между терминалами.
Важной особенностью протоколов является гарантированная доставка сообщений, а скорость передачи данных у ММS и GOOSE выше, чем у других протоколов передачи данных, таких как, например, Modbus.
Взаимозаменяемость отдельных компонентов системы достигается за счет стандартизации протоколов передачи данных, а также за счет жестких требований по совместимости оборудования.
Системы, построенные на 61850, проще обслуживать из-за уменьшения количества кабельных линий связи, что положительно сказывается на надежности системы в целом.
Архитектура системы интуитивно понятна, в результате разработчики и интеграторы тратят меньше времени на понимание архитектуры конкретного объекта и, как следствие, значительно снижается стоимость проектирования и интеграции.
Обслуживание таких систем по сравнению со стандартными в целом проще, хоть и предъявляет несколько иные требования к опыту персонала.
К недостаткам можно отнести повышенную сложность и новизну стандарта. У разработчиков и интеграторов мало опыта построения подобных систем, но этот недостаток, очевидно, временный.
Еще одним недостатком систем, построенных на 61850, является повышенная стоимость микропроцессорного оборудования РЗА, однако, нужно помнить, что применение 61850 дает ряд преимуществ, именно поэтому, количество подстанций по всему миру, построенных на основе 61850, увеличивается.